# 三鷹連雀映画祭
三鷹連雀映画祭（みたかれんじゃくえいがさい）は、三鷹市下連雀で開催される映画祭。2017年11月に第1回が開催された。

## 概要
三鷹連雀映画祭は、三鷹シネマ倶楽部の活動の流れの中から立ち上がり、開催されている。第1回の会場は、三鷹市下連雀に位置する3会場で、開催期間は11月23日から11月26日。主催は三鷹シネマ倶楽部、企画・運営は三鷹連雀映画祭実行委員会。上映作品は、日本のインディペント作品が主となる22作品。

## 上映作品・来場ゲスト

### 第1回（2017年）
11月23日（木・祝）三鷹シティホテル
『追憶ダンス』土屋哲彦
　（ゲスト：篠田諒、木ノ本嶺浩、津田寛治）
『これでいい気がしてきた』小笠原風
　（ゲスト：小笠原風、望月めいり、青木さなえ）
『ひとまずすすめ』柴田啓佑
　（ゲスト：柴田啓佑、宮本なつ、矢崎初音）
『うつろいの標本箱』鶴岡慧子
　（ゲスト：鶴岡慧子、小川ゲン、赤染萌、橋本致里、佐藤岳人、illy、佐藤開、岡明子、伊藤公一、大森勇一、今村雪乃、渡辺拓真）
『わたしが発芽する日』野本梢
　（ゲスト：野本梢、本間淳志、松木大輔）
『水戸黄門Z』大川祥吾
　（ゲスト：大川祥吾、後藤勝徳、前川茂輝、今泉ちえこ、佐々井隆文、嘉悦恵都、牛丸亮、菅野智志）
『FIVE PERCENT MAN』田中雄之
　（ゲスト：田中雄之、宇賀那健一）
11月24日（金）三鷹産業プラザ
『ねぼけ』壱岐紀仁
　（ゲスト：壱岐紀仁、友部康志、村上真希、秋山勇次、三遊亭天歌）
『太宰橋』今尾偲
　（ゲスト：今尾偲、品田誠、小野孝弘）
『怖い 夢占いの館』夏目大一朗
　（ゲスト：夏目大一朗、末永みゆ、小林麻祐子）
『貌斬り KAOKIRI～戯曲「スタニスラフスキー探偵団」より～』細野辰興
　（ゲスト：細野辰興、草野康太、和田光沙、向山智成、森谷勇太、木下ほうか）
『それでも映画は作られる』道川昭如
　（ゲスト：道川昭如、城之内正明、小泉りあ、菅原碧、大塚ヒロタ、服部伸孝、瀬戸優香、大庭亮律、前田祐樹、森岡健太、矢田崇）
11月25日（土）三鷹産業プラザ
『真白の恋』坂本欣弘
　（ゲスト：坂本欣弘、北川亜矢子、岩井堂聖子、及川奈央、杉浦文紀）
『友だちのパパが好き』山内ケンジ
　（ゲスト：山内ケンジ、吹越満、安藤輪子）
『At the terrace テラスにて』山内ケンジ
　（ゲスト：古屋隆太、岩谷健司、師岡広明、岡部たかし、橋本淳）
『Every Day』手塚悟
　（ゲスト：手塚悟）
11月26日（日）Cafe Hammock
『ふしぎの国のアリス』クライド・ジェロニミ他
『明日の世界 ドン・ハーツフェルト作品集』ドン・ハーツフェルト
『ヤンキーハムスター』Piso Studio
　（ゲスト：いくピソ、ゆうピソ）
『ナポリタン』上田慎一郎
　（ゲスト：上田慎一郎、秋山ゆずき、牟田浩二、森恵美、井関友香）
『Crying Bitch』津野励木
　（ゲスト：佐伯日菜子、春園幸宏）
『アナタの白子に戻り鰹』今井真
　（ゲスト：今井真、森田釣竿、深海光一、木村知貴）